# Jorn
Jorn is een mannelijke voornaam. Jorn betekent in het Fries koning eigenlijk vriend (der) der everzwijnen, en is vermoedelijk een verbastering van de Duitse voornaam Jurn, of Jörn. Tot de naamfamilie worden ook de namen Jorne en Jornt gerekend. Beide namen zijn Friese voornamen van Germaanse afkomst: Evernand, uit Ever- `ever' (zie ever-) en -nand `dapper, wagend' (zie nand- en vgl. Ferdinand).